# Rúben Ismael
Rubén Ismael Valente Ramos, noto semplicemente come Rubén Ismael (Pardilhó, 25 marzo 1997), è un calciatore portoghese, centrocampista del Moreirense.

## Caratteristiche tecniche
È un centrocampista difensivo.

## Carriera
Debutta in Primeira Liga il 7 agosto 2021 con la maglia del Moreirense in occasione dell'incontro perso 2-1 contro il Benfica.

## Statistiche

### Presenze e reti nei club
Statistiche aggiornate al 31 luglio 2021.
| Stagione        | Squadra         | Campionato      | Campionato | Campionato | Coppe nazionali | Coppe nazionali | Coppe nazionali | Coppe continentali | Coppe continentali | Coppe continentali | Altre coppe | Altre coppe | Altre coppe | Totale | Totale |
| Stagione        | Squadra         | Comp            | Pres       | Reti       | Comp            | Pres            | Reti            | Comp               | Pres               | Reti               | Comp        | Pres        | Reti        | Pres   | Reti   |
| --------------- | --------------- | --------------- | ---------- | ---------- | --------------- | --------------- | --------------- | ------------------ | ------------------ | ------------------ | ----------- | ----------- | ----------- | ------ | ------ |
| 2019-2020       | Felgueiras 1932 | CdP             | 10         | 0          | CP+CdL          | 0               | 0               |                    | -                  | -                  |             | -           | -           | 10     | 0      |
| 2020-2021       | Mafra           | LdH             | 22         | 0          | CP+CdL          | 0+1             | 0               |                    | -                  | -                  |             | -           | -           | 22     | 0      |
| 2021-2022       | Moreirense      | PL              | 4          | 0          | CP+CdL          | 0+1             | 0               |                    | -                  | -                  |             | -           | -           | 4      | 0      |
| Totale carriera | Totale carriera | Totale carriera | 36         | 0          |                 | 2               | 0               |                    | -                  | -                  |             | -           | -           | 38     | 0      |